# Rhyacia gilva
Rhyacia gilva är en fjärilsart som beskrevs av Bang-haas 1910. Rhyacia gilva ingår i släktet Rhyacia och familjen nattflyn. Inga underarter finns listade.